# Honda RA106
La Honda RA106, inizialmente nota come BAR 008, è una monoposto di Formula 1 realizzata dalla Honda per gareggiare nel campionato mondiale di Formula 1 2006.
Nella sigla "RA106", le lettere stanno per "Racing Automobile", mentre le cifre indicano la categoria (Formula 1) e la stagione (2006) nelle quali la vettura è destinata a correre.

## Contesto
La RA106 è stata guidata da Rubens Barrichello, proveniente dalla Ferrari, e Jenson Button, che aveva trascorso le tre stagioni precedenti con il team BAR. Questa vettura segna il ritorno della casa giapponese al campionato di Formula 1 con una vettura completa dopo il ritiro avvenuto nel 1968, da allora Honda ha partecipato solo come fornitore di motori, fino ad acquisire completamente il team BAR verso la fine del 2005.
Anche se nella stagione 2006 c'è stato un significativo miglioramento rispetto al 2005, la Honda non era in grado di lottare per il campionato del mondo. La vettura era veloce in qualifica, ma meno in gara. Un calo di prestazioni a metà stagione portarono anche alla separazione tra la Honda e il progettista della vettura, Geoff Willis, che fu sostituito dall'inesperto Shūhei Nakamoto.
Tuttavia, le cose migliorarono dal GP di Germania, con la prima vittoria in Formula 1 di Button nel Gran Premio d'Ungheria. La Stagione terminò positivamente con il terzo posto di Button nel Gran Premio del Brasile, concludendo la stagione al quarto posto con 86 punti, 1 pole, 1 vittoria e il miglior piazzamento della storia della squadra.
Button conclude la stagione al sesto posto con 56 punti seguito dal suo compagno Barrichello con 30 punti.
La RA106 fu anche la base per la Super Aguri SA07.

## Piloti
| Piloti ufficiali       | Piloti ufficiali   | Piloti ufficiali |
| Nazione                | Nome               | Numero           |
| ---------------------- | ------------------ | ---------------- |
| Brasile (bandiera)     | Rubens Barrichello | 11               |
| Regno Unito (bandiera) | Jenson Button      | 12               |
| Piloti di riserva      |                    |                  |
| Nazione                | Nome               | Numero           |
| Regno Unito (bandiera) | Anthony Davidson   | 36               |
| Regno Unito (bandiera) | James Rossiter     | James Rossiter   |
| Stati Uniti (bandiera) | Marco Andretti     | Marco Andretti   |

## Risultati in Formula 1
| Anno | Team  | Motore | Gomme | Piloti      |    |    |    |    |     |   |    |     |     |     |     |     |   |   |   |   |    |   | Punti | Pos. |
| ---- | ----- | ------ | ----- | ----------- | -- | -- | -- | -- | --- | - | -- | --- | --- | --- | --- | --- | - | - | - | - | -- | - | ----- | ---- |
| 2006 | Honda | Honda  | M     | Barrichello | 15 | 10 | 7  | 10 | 5   | 7 | 4  | 10  | Rit | 6   | Rit | Rit | 4 | 8 | 6 | 6 | 12 | 7 | 86    | 4º   |
| 2006 | Honda | Honda  | M     | Button      | 4  | 3  | 10 | 7  | Rit | 6 | 11 | Rit | 9   | Rit | Rit | 4   | 1 | 4 | 5 | 4 | 4  | 3 | 86    | 4º   |

| Legenda | 1º posto     | 2º posto | 3º posto    | A punti         | Senza punti/Non class.  | Grassetto – Pole position Corsivo – Giro più veloce |
| Legenda | Squalificato | Ritirato | Non partito | Non qualificato | Solo prove/Terzo pilota | Grassetto – Pole position Corsivo – Giro più veloce |